# Nathan Wright
Nathan Wright es un actor inglés, más conocido por haber interpretado a Chris Reid en la serie Doctors.

## Carrera
En 2010 apareció como invitado en la serie Being Human, donde interpretó a Hugh "Darren". En 2012 se unió al elenco principal de la serie británica Doctors, donde interpretó al enfermero Chris Reid hasta el 11 de abril de 2014. Anteriormente apareció por primera vez en la serie en 2010, cuando interpretó a Josh Mathers en el episodio "Three Go Wild" y a Barney Hamilton durante el episodio "Pink and Blue".

## Filmografía
Series de televisión
| Año         | Serie       | Personaje  | Notas         |
| ----------- | ----------- | ---------- | ------------- |
| 2012 - 2014 | Doctors     | Chris Reid | 183 episodios |
| 2010        | Being Human | Hugh       | 3 episodios   |

Películas
| Año  | Título         | Personaje | Notas                       |
| ---- | -------------- | --------- | --------------------------- |
| 2013 | The Adjustment | Brian     | corto - junto a Kelly Burke |